# Ян-Остафій Тишкевич
Я́н-Оста́фій Тишке́вич (пол. Jan Ostafi Tyszkiewicz; 1571—1631) — державний, політичний і військовий діяч Речі Посполитої. Представник руського шляхетського роду Тишкевичів гербу Леліва. Воєвода мстиславський (1611—1615) і берестейський (1615–1631). Староста кам'янецький, лайський і дудський. Ротмістр королівський (з 1601). Підскарбій надвірний литовський (з 1607).
Від батька успадкував Слободищенську та Коднянську волость у Житомирському повіті. 1628 року розмір його землеволодінь перевищував тисячу димів.

## Родина
Син Юрія Тишкевича і Федори з Воловичів. Сини: Антоній-Ян, Юрій, Казимир Тишкевич, Кшиштоф, Феліціян Тишкевич. З другою дружиною дітей не мав.